# Rainer Hunold
Rainer Hunold (Braunschweig, 1º novembre 1949) è un attore tedesco.
È noto per i ruoli principali in serie come Un caso per due, Dr. Sommerfeld - Neues vom Bülowbogen e Der Staatsanwalt.